# معركة دولاب
معركة دولاب معركة حدثت بين الخوارج بقيادة نافع بن الأزرق ضد أهل البصرة بقيادة مسلم بن عبيس، وكانت البصرة تحت حكم عبد الله بن الزبير.

## المعركة
أشتدت شوكة نافع بن الأزرق زعيم الخوارج بعد انشغال أهل البصرة بالاختلاف الّذي كان بين قبائل الأزد وربيعة وتميم بسبب مقتل مسعود بن عمرو الأزدي. وكثرت جموع نافع بن الأزرق، فتوجه نحو الْبصرة حَتَّى دنا من الجسر، فبعث إِلَيْهِ والي البصرة عبد الله بن الحارِث القائد مسلم بن عبيس في أهل الْبصرة، فخرج له، فأخذ يرده عن الْبَصرة، ويدفعه عنها، حَتَّى بلغ مكانا من أرض الأهواز يقال لَهُ: دولاب، فتهيأ الناس للقتال، فجعل مسلم بن عبيس عَلَى ميمنته الحجاج بن باب الحميري، وعلى ميسرته حارثة بن بدر الغداني، وجعل نافع بن الأزرق على ميمنته عبيدة بن هلال اليشكري، وعلى ميسرته الزبير بن الماحوز التميمي، ثُمَّ التقوا فاضطربوا، فاقتتل الناس قتالا لم ير قتال قط أشد مِنه، فقتل في المعركة مسلم بن عبيس أَمير أهل البصرة، وقتل نافع بن الأزرق زعيم الخوارج، وولى أهل الْبَصرَة عَلَيهم الحجاج بن باب الحميري، وأمرت الأزارقة عَلَيهِم عبد الله بن الماحوز، ثم عادوا فاقتتلوا أشد قتال، فقتل الحجاج بن باب الحميري أَمير أهل الْبصرة، وقتل عَبد اللَّهِ بن الماحوز أَمير الأزارقة ثم إن أهل الْبَصرة جعلوا عَلَيهم ربيعة الأجذم التميمي، وجعل الخوارج عَلَيهِم عبيد اللَّه بن الماحوز، ثم اقتتلوا حتى الليل، ثم كره بعضهم بعضا، وملوا القتال، ثم تحاجزوا حَتَّى جاءت الخوارج سرية لهم لم تشهد القتال وكانت في نشاط وراحه، فحملت هذه السرية على الناس من قبل قبيلة بني عبد القيس، فانهزم الناس، وقاتل امير البصرة ربيعه الاجذم التميمي، فقتل، وأخذ راية أهل الْبصرة بعده حارثة بن بدر الغداني، فقاتل ساعة وقَدْ ذهب الناس عنه، فقاتل من وراء الناس يحميهم، ومعه أهل الصبر منهم، ثم أقبل بالناس حتى نزل بهم منزلا بالأهواز. وفي ذلك يقول شاعر من الخوارج:
وبلغ ذَلِكَ أهل الْبَصرَة، فهالهم وأفزعهم، وبعث الخليفة عبد الله بن الزبير وهو في مكة الحارث بن عبد الله بن أبي ربيعة والياً على البصرة، وعزل عبد الله بن الحارِث، فأقبلت الخوارج نحو البَصرَة، وقدم المهلب بن أبي صفرة إلى البصرة على تلكَ الحال، وكان قادماً من قبل عبد اللَّهِ بن الزّبَيرِ، ومَعَه عهده عَلَى ولاية خراسان، فَقَالَ الأحنف بن قيس - وكان أحد أشراف البصرة - للحارث بن أَبي ربِيعةَ وللناس عامة: ليس لهذا الأمر والخوارج الا المهلب بن ابى صفرة، فخرج أشراف الناس، فكلموا المهلب على أن يتولى قتال الخوارج، فقالَ المهلب: لاأفعل، هَذَا عهد أَمِير الْمُؤْمِنِينَ عبد الله بن الزبير، ومعي عهده على ولاية خرَاسَان، فلم أكن لأدع عهده وأمره. فدعاه ابن أَبِي رَبِيعَةَ فكلمه فِي ذَلِكَ، فَقَالَ لَهُ مثل ذَلِكَ، فاتفق رأي ابن أَبِي رَبِيعَةَ وأهل الْبَصرَة عَلَى أن كتبوا عَلَى لسان ابن الزُّبَير:
بسم اللَّه الرحمن الرحيم من عبد اللَّه بن الزُّبَيْرِ إِلَى المهلب بن أبي صفرة، سلام عَلَيْك، فإني أحمد إليك اللَّه الَّذِي لا إِلَهَ إِلا هُوَ، أَمَّا بَعْدُ، فَإِنَّ الْحَارِث بن عَبْدِ اللَّهِ كتب إلي أن الأزارقة المارقة أصابوا جندا لِلْمسلِمِينَ كَانَ عددهم كثيرا، وأشرافهم كثيرا، وذكر أَنَّهم قَدْ أقبلوا نحو الْبَصرَة، وَقَدْ كنت وجهتك إِلَى خرَاسَان، وكتبت لك عَلَيْهَا عهداً، وقد رأيت حيث ذكر هَذِهِ الخوارج أن تكون أنت تلي قتالهم، فقد رجوت أن يكون ميمونا طائرك، مباركا عَلَى أهل مصرك، والأجر فِي ذَلِكَ أفضل من المسير إِلَى خُرَاسَان، فسر إِلَيْهِم راشدا، فقاتل عدو اللَّه وعدوك، ودافع عن حقك وحقوق أهل مصرك، فإنه لن يفوتك من سلطاننا خُرَاسَان وَلا غير خُرَاسَان إِنْ شَاءَ اللَّهُ، والسلام عَلَيْك ورحمة اللَّه فأتي بِذَلِكَ الكتاب، فلما قرأه قَالَ: فإني وَاللَّهِ لا أسير إِلَيْهِم إلا أن تجعلوا لي مَا غلبت عَلَيْهِ، وتعطوني من بيت المال مَا أقوي بِهِ من معي، وأنتخب من فرسان الناس ووجوههم وذوي الشرف من أحببت، فَقَالَ جميع أهل الْبَصْرَة: ذَلِكَ لك، قَالَ: فاكتبوا لي عَلَى الأخماس بِذَلِكَ كتابا ففعلوا، إلا مَا كَانَ من مالك بن مسمع وطائفة من بكر بن وائل، فاضطغنها عَلَيْهِم المهلب، وَقَالَ الأحنف وعبيد اللَّه بن زياد بن ظبيان وأشراف أهل الْبَصْرَة للمهلب: وما عليك الا يكتب لك مالك بن مسمع وَلا من تابعه من أَصْحَابه، إذا أعطاك الَّذِي أردت من ذَلِكَ جميع أهل الْبَصْرَة! ويستطيع مالك خلاف جماعه الناس اوله ذَلِكَ! انكمش أيها الرجل، واعزم عَلَى أمرك، وسر إِلَى عدوك، ففعل ذَلِكَ المهلب، وأمر عَلَى الأخماس، فأمر عُبَيْد اللَّهِ بن زياد بن ظبيان عَلَى خمس بكر بن وائل، وامر الحريش ابن هلال السعدي عَلَى خمس بني تميم.